# Episodi di Polizeifunk ruft (terza stagione)
La terza stagione della serie televisiva Polizeifunk ruft è stata trasmessa in anteprima in  Germania dalla ARD tra il 15 dicembre 1968 e il 10 marzo 1969.
| nº | Titolo originale           | Titolo italiano | Prima TV Germania | Prima TV Italia |
| -- | -------------------------- | --------------- | ----------------- | --------------- |
| 1  | Die große Chance           | inedito         | 15 dicembre 1968  | inedito         |
| 2  | Die Sozialhelferin         | inedito         | 23 dicembre 1968  | inedito         |
| 3  | Auf eigene Rechnung        | inedito         | 30 dicembre 1968  | inedito         |
| 4  | Die Erpresser              | inedito         | 6 gennaio 1969    | inedito         |
| 5  | Blüten auf St. Pauli       | inedito         | 13 gennaio 1969   | inedito         |
| 6  | Achtung - Explosionsgefahr | inedito         | 20 gennaio 1969   | inedito         |
| 7  | Tanzende Töchter           | inedito         | 27 gennaio 1969   | inedito         |
| 8  | Augenzeuge gesucht         | inedito         | 3 febbraio 1969   | inedito         |
| 9  | 13 Minuten am Abgrund      | inedito         | 10 febbraio 1969  | inedito         |
| 10 | Die verschwundene Lady     | inedito         | 17 febbraio 1969  | inedito         |
| 11 | Der Modellfall             | inedito         | 24 febbraio 1969  | inedito         |
| 12 | Wohnung zu vermieten       | inedito         | 3 marzo 1969      | inedito         |
| 13 | Weiße Rosen um halbzehn    | inedito         | 10 marzo 1969     | inedito         |